# Victor Hasselblad

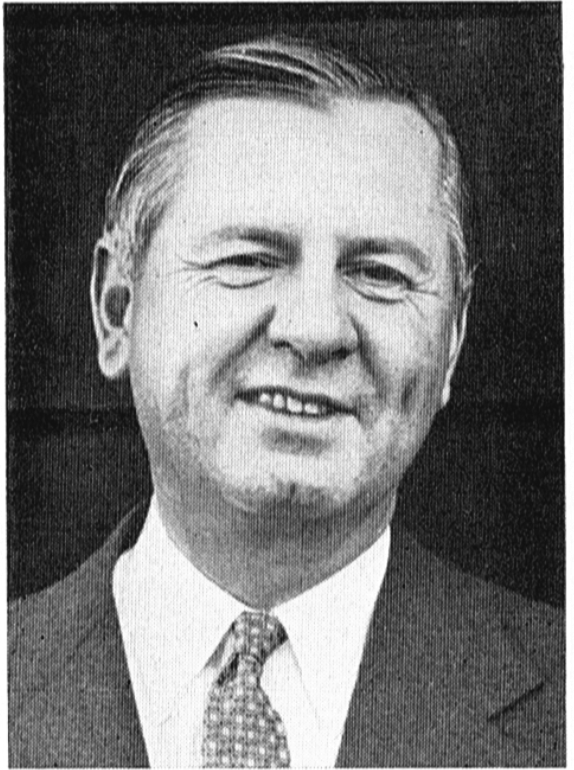
Victor Hasselbad, 1950

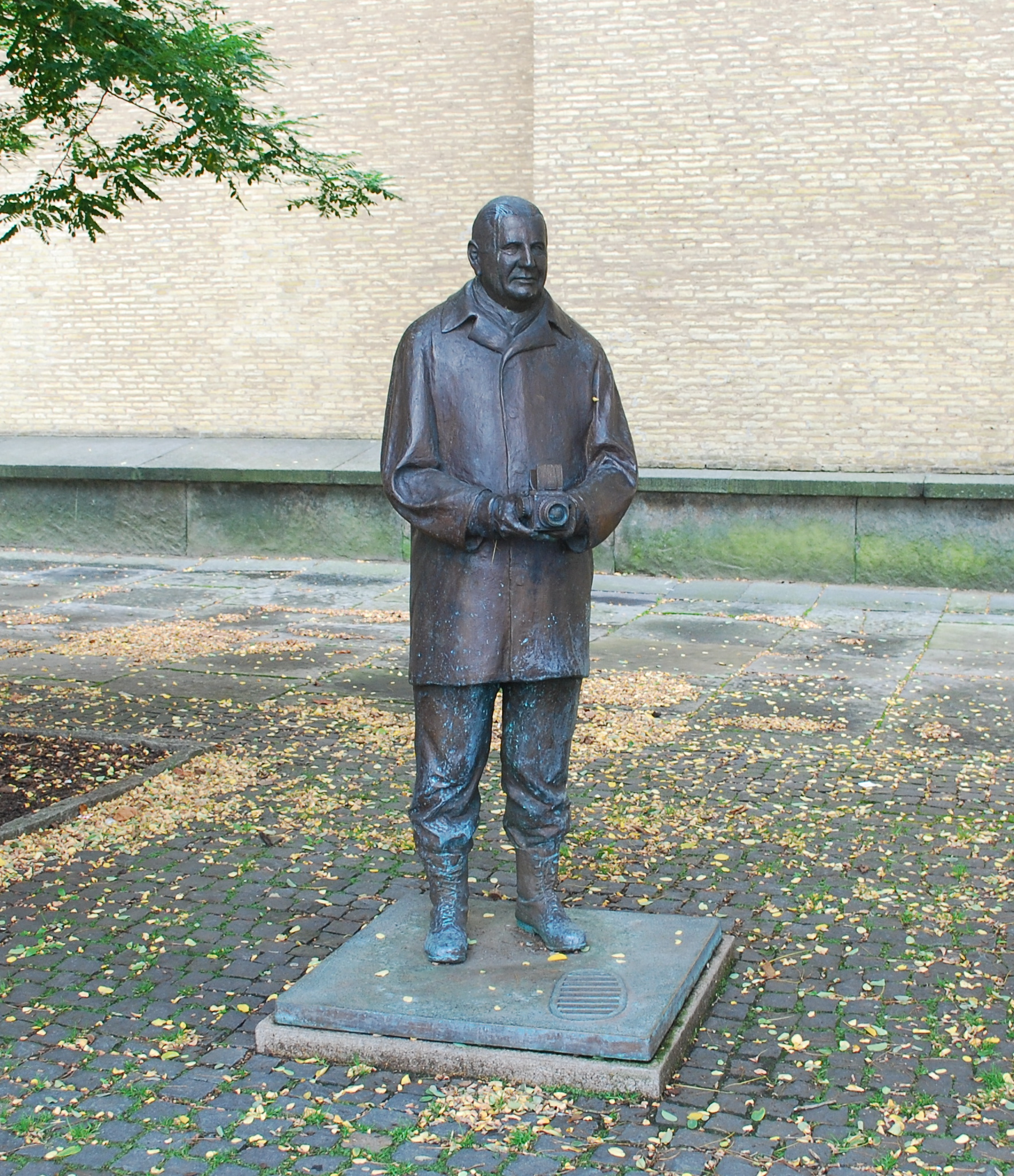
Victor Hasselblad: Denkmal in Göteborg, 2010

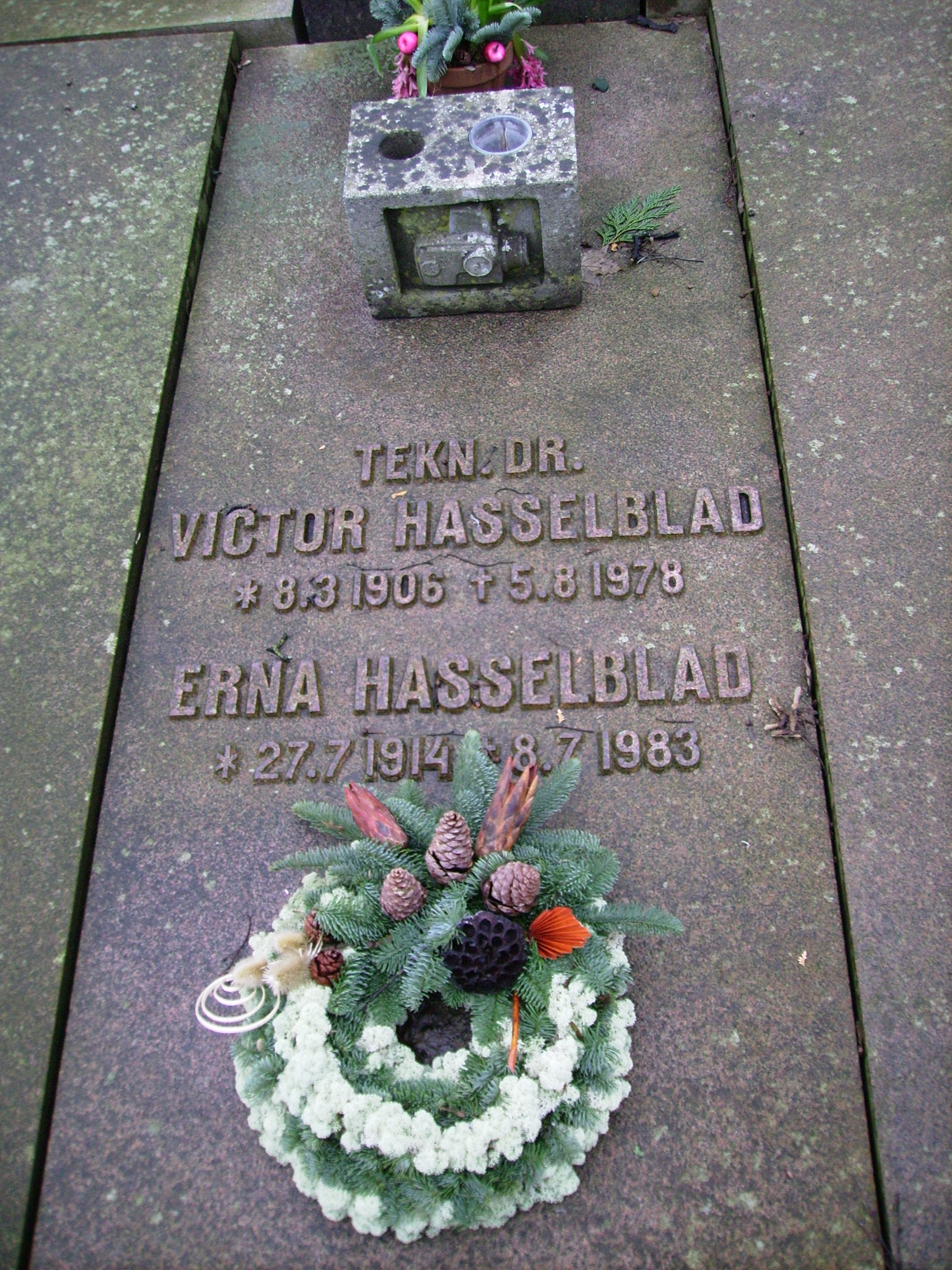
Victor Hasselblads Grabstein in Göteborg.

Victor Hasselblad (* 8. März 1906 in Göteborg, Schweden; † 5. August 1978 ebenda) war ein schwedischer Fotograf und Erfinder. Er wurde bekannt durch die Hasselblad-6×6-cm-Spiegelreflexkamera.

## Leben
Victor Hasselblad wurde in der 4. Generation des Familienunternehmens als eines von vier Kindern des Generalkonsuls Karl-Erik Hasselblad und Maria Hasselblad, geborene Carlander, geboren. Mit 18 Jahren verließ er die schwedische Schule, um in Dresden zu studieren.
Hasselblad war bei verschiedenen Kamera- und Filmherstellern beschäftigt und unternahm Reisen nach Europa und die USA. Hierbei sammelte er Kenntnisse über die Fotografie sowie die Herstellung von Kameras und Objektiven.
Seine Vorliebe, hierbei Aufnahmen von Tieren und der Natur zu machen, sollte ihm später zum Vorteil werden.
Während seiner Auslandsaufenthalte freundete er sich mit George Eastman an, einem Geschäftspartner des Familienbetriebs und Gründers von Kodak.
1934 heiratete er Erna Nathorst und brachte ein Jahr später das Buch „Flyttfågelstråk“ (Vogelzug) heraus, das Aufnahmen von fliegenden Vögeln enthielt – eine Seltenheit für die damalige Zeit. Nach seiner Rückkehr in das Familienunternehmen eröffnete er infolge von Unstimmigkeiten in der Familie in Göteborg ein Fotogeschäft mit eigenem Labor mit dem Namen „Victor Foto“.
1940 wurde Hasselblad von der schwedischen Luftwaffe aufgefordert, eine Kamera für Luftaufnahmen zu entwickeln. Diese Kamera sollte die Qualität von vergleichbaren deutschen Modellen, besonders der Handkammer Hk 12,5/7×9, übertreffen, von denen man durch notgelandete Aufklärungsflugzeuge Kenntnis hatte. Er gründete daraufhin 1941 zunächst die Ross Incorporated, einen Vorläufer der Victor Hasselblad AB, die diese Kameras produzierte.
Nach dem Tod des Vaters erwarb er 1942 die Mehrheit am Familienbetrieb (F.W. Hasselblad) seiner Ahnen. Nach Ende des Zweiten Weltkriegs wurde 1948 die Hasselblad 1600 F in New York City der Öffentlichkeit vorgestellt. Sie war für den zivilen Markt verfügbar und entwickelte sich zur Standardkamera vieler Berufsfotografen.
1967 wurde ihm der Wasaorden der Ersten Klasse verliehen. Die Technische Hochschule Chalmers verlieh ihm 1968 die Ehrendoktorwürde.
Hasselblads Ehe blieb kinderlos; er vermachte einen Großteil seines Vermögens der Erna-und-Victor-Hasselblad-Stiftung, die nach seinem Tod gegründet wurde. Die Stiftung verleiht jährlich den Hasselblad Award, die weltweit bedeutendste Auszeichnung in der Fotografie.

## Belege
1. ↑  Handkammer Hk 12,5/7×9 im Deutschen Spionagemuseum
2. ↑  Hedersdoktorer:Victor Hasselblad, abgerufen am 28. Mai 2012

| Personendaten    | Personendaten                      |
| ---------------- | ---------------------------------- |
| NAME             | Hasselblad, Victor                 |
| KURZBESCHREIBUNG | schwedischer Fotograf und Erfinder |
| GEBURTSDATUM     | 8. März 1906                       |
| GEBURTSORT       | Göteborg, Schweden                 |
| STERBEDATUM      | 5. August 1978                     |
| STERBEORT        | Göteborg, Schweden                 |